# آسیاب آبی فداغ
این بنا یکی از آثار تاریخی دهستان فداغ از توابع شهرستان گراش می‌باشد، که در جنوب استان فارس در کشور ایران واقع شده‌است. این آسیاب در پانزده کیلومتری شرق دهستان فداغ قرار گرفته که در قدیم مردم دهستان فداغ و روستاهای اطراف به‌وسیله آن گندم را به آرد تبدیل می‌کردند. چرخش این آسیاب با آب بوده که از قناتهای اطراف آن تأمین می‌شده‌است.